# فهرست وابسته‌های دیپلماتیک گرنادا

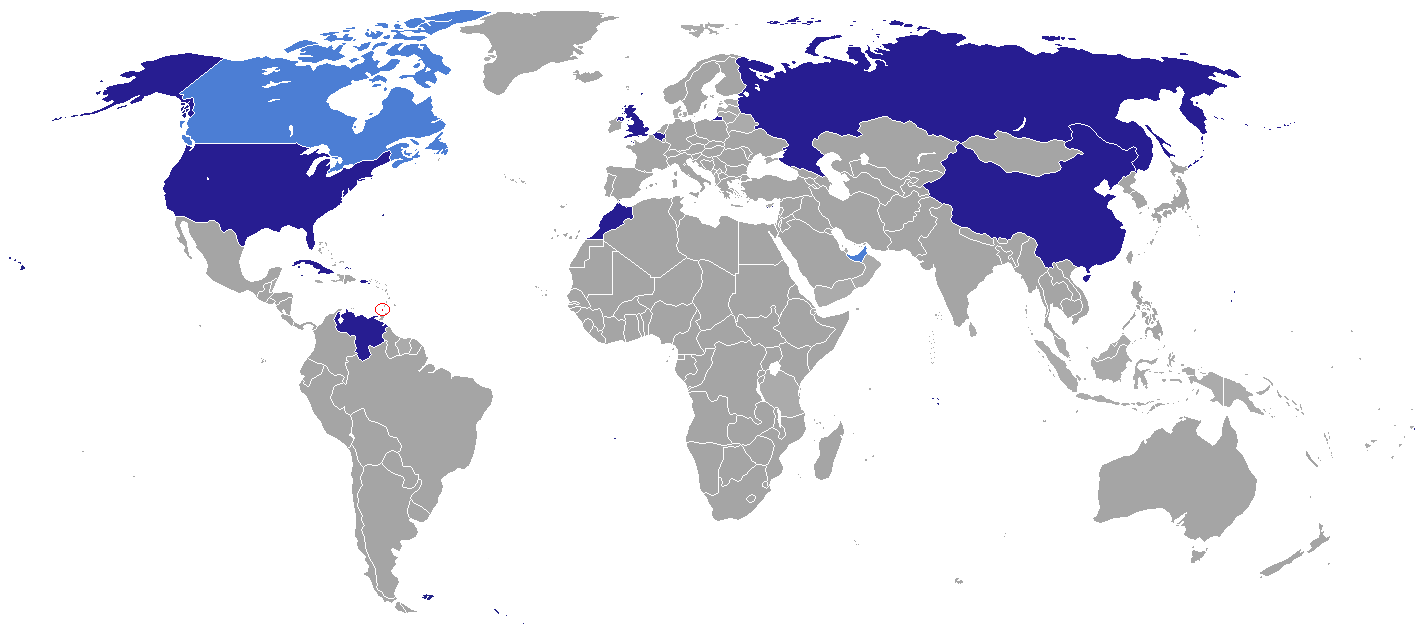
موقعیت وابسته‌های دیپلماتیک گرنادا:

این مقاله دربرگیرندهٔ فهرست وابسته‌های دیپلماتیک گرنادا است.

## آفریقا
- مراکش
  - رباط (مراکش) (سفارت)[۱]

## آمریکا
- کانادا
  - تورنتو (سرکنسولگری)
- کوبا
  - هاوانا (سفارت)
- ایالات متحده آمریکا
  - واشینگتن، دی.سی. (سفارت)
  - میامی (سرکنسولگری)
  - نیویورک (سرکنسولگری)
- ونزوئلا
  - کاراکاس (سفارت)

## آسیا
- چین
  - پکن (سفارت)
- امارات متحده عربی
  - دبی (سرکنسولگری)[۲]

## اروپا
- بلژیک
  - بروکسل (سفارت)
- روسیه
  - مسکو (سفارت)
- بریتانیا
  - لندن (کمیسیون عالی)

## سازمان‌های چندجانبه
- اتحادیه اروپا

- - بروکسل (مأموریت)
- سازمان ملل متحد
  - ژنو (مأموریت دائم)
  - نیویورک (مأموریت دائم)
- سازمان کشورهای آمریکایی
  - واشینگتن، دی.سی. (مأموریت دائم)

## نگارخانه

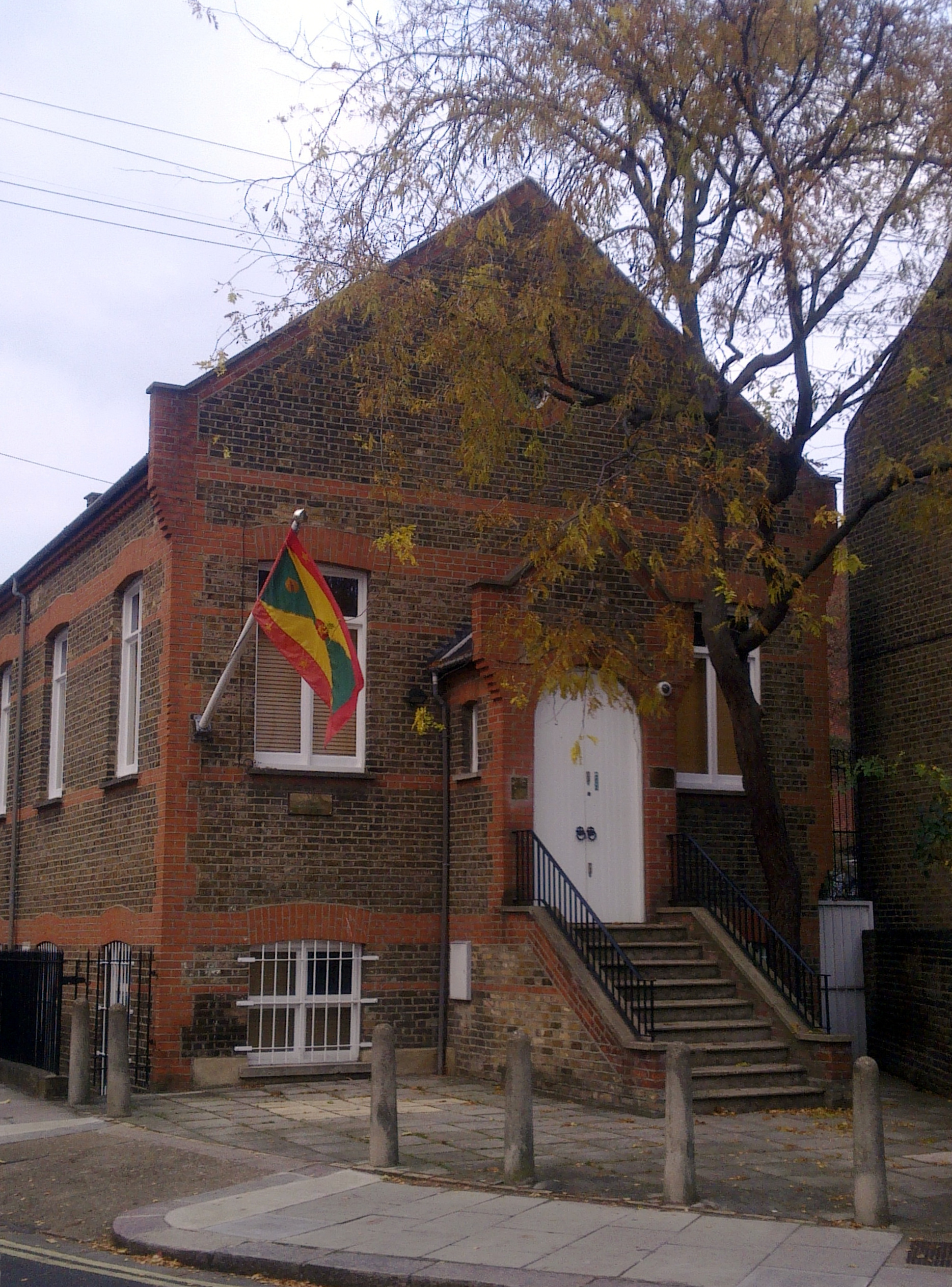
کمیسیون عالی گرنادا در لندن
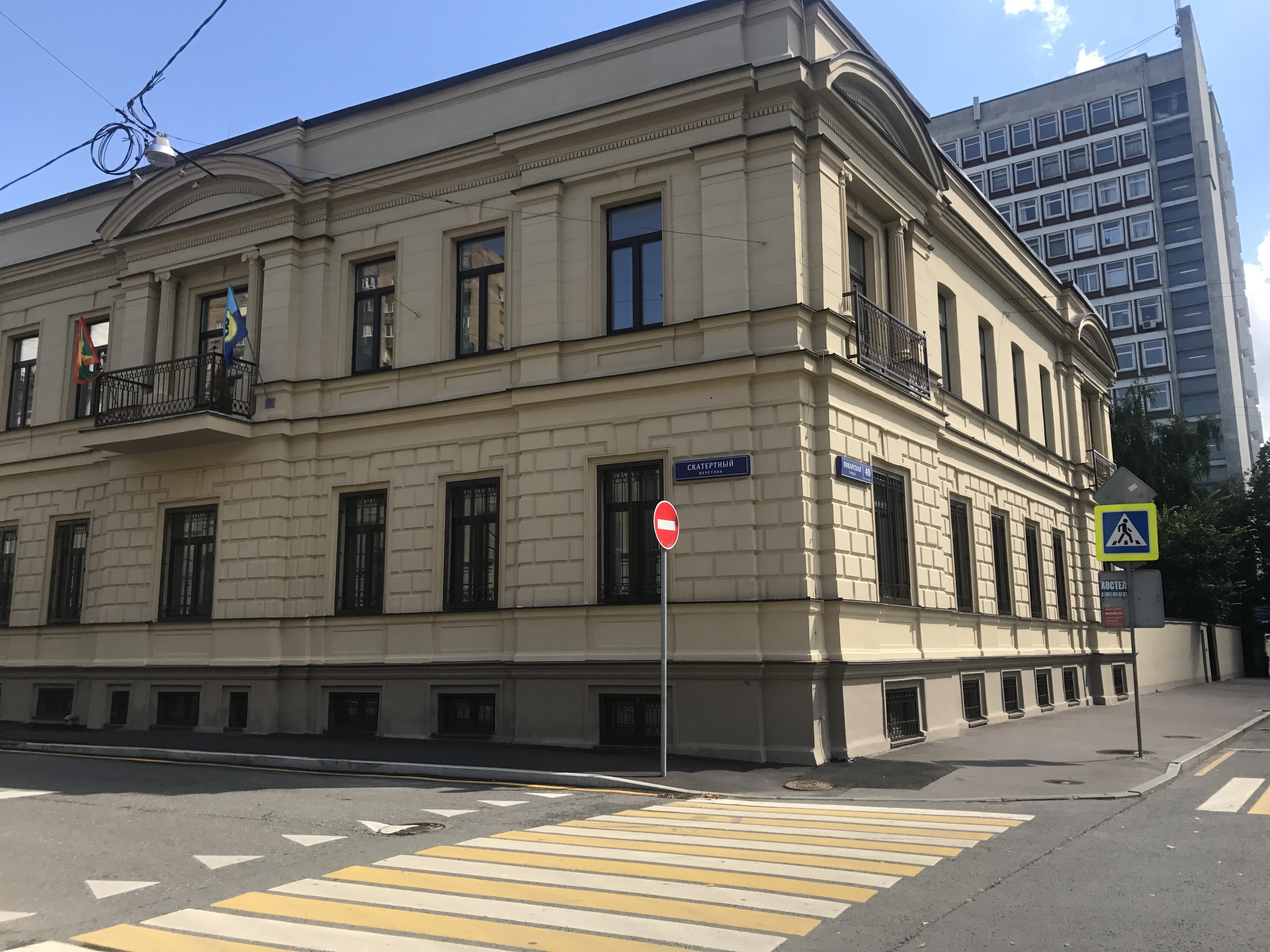
سفارت‌خانهٔ گرنادا در مسکو
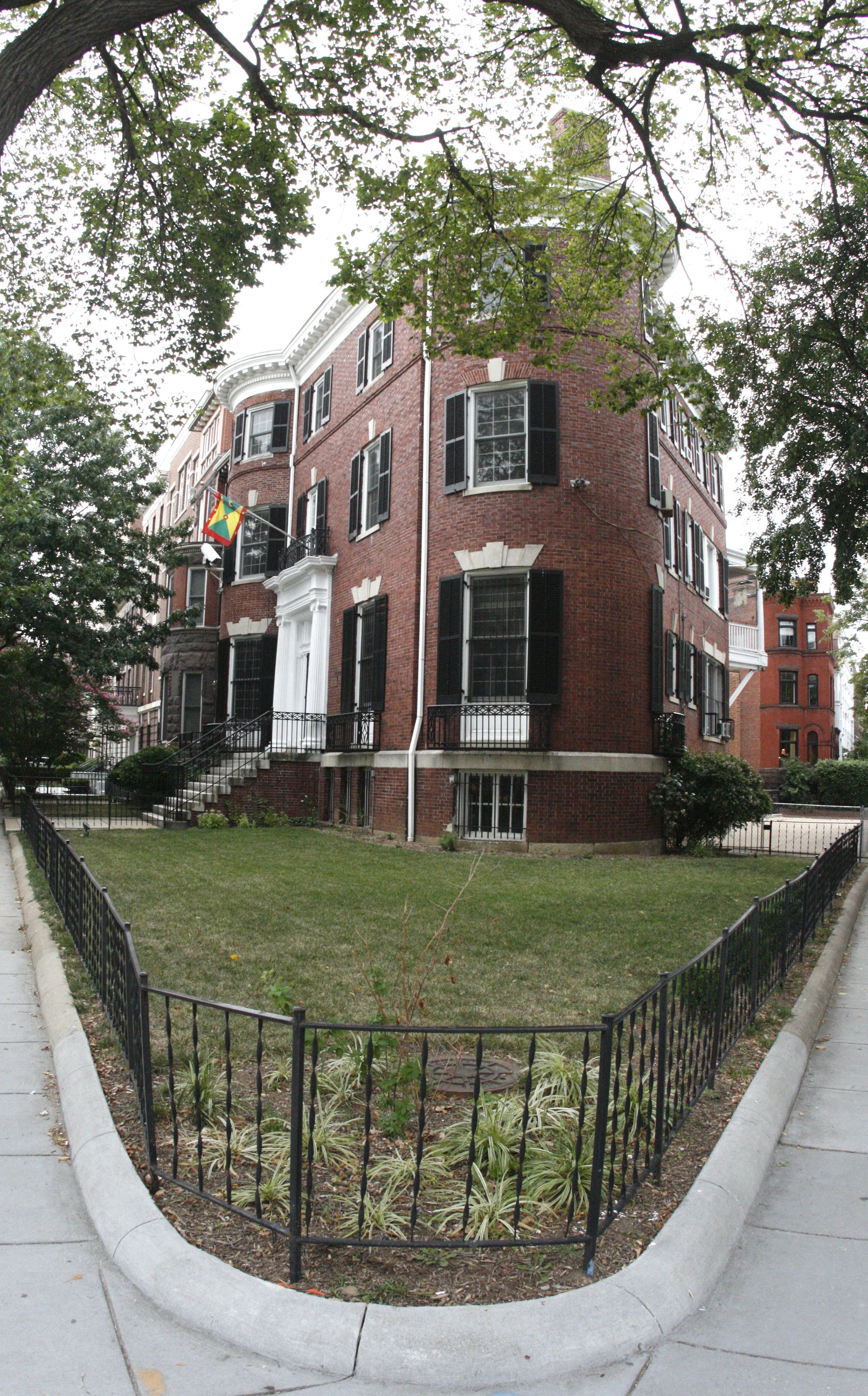
سفارت‌خانهٔ گرنادا در واشینگتن